# The Curse (TV-serie)
The Curse är en amerikansk dramakomediserie vars första säsong består av 10 avsnitt. Serien hade  premiär den 10 november 2023. Serien är skapad av Nathan Fielder och Benny Safdie som även medverkat till seriens manus.

## Handling
Serien kretsar kring en påstådd förbannelse som påverkar ett nygift par när de försöker skaffa barn och samtidigt ska lansera ett hemförbättringsprogram.

## Rollista (i urval)
- Emma Stone - Whitney Siegel
- Nathan Fielder - Asher Siegel
- Benny Safdie - Dougie Schecter

- Constance Shulman och Corbin Bernsen - Elizabeth och Paul, Whitneys föräldrar
- Barkhad Abdi - Abshir
- Dean Cain - Mark Rose